# Химичен синтез
Химичният синтез е процес на създаване на молекули чрез химична реакция между атоми, молекули или атоми и молекули. Този процес може да включва една химична реакция или поредица от химични реакции, комбинирани с физични процеси.
Методът на синтез трябва да е добре дефиниран, така че да може да се повтори в различни лаборатории и да се постигнат същите резултати.
Синтетичният материал е вещество, което не съществува в природата, а се създава чрез синтез.
Примери за подобен тип синтез са:
- Получаването на готварска сол: Cl2 + 2Na → 2NaCl
- Получаването на серен диоксид: O2 + S → SO2
- Образуването на ръжда: 3O2 + 4Fe → 2Fe2O3
- Формирането на въглеродна киселина (по-сложна молекула) след реакция между вода и въглероден диоксид (две по-прости молекули): H2O + CO2 → H2CO3

## Как се
- Химично инженерство
- Органичен синтез